# Свидюк Микола Іванович
Мико́ла Іва́нович Свидю́к (*2 січня 1952, с. Ясне, Голованівського району, Кіровоградської області) — український композитор і співак. Народний артист України (2001).

## Життєпис
Закінчив Одеське музичне училище по класу баяна, в Київському інституті культури вивчився на диригента оркестру народних інструментів і працював в Одеському українському драматичному театрі завідувачем музичної частини.
Саме з написання інструментальних п'єс до театральних вистав розпочалася його композиторська кар'єра.
Як співак він дебютував на сільському фестивалі «Боромля-91». А відомим Свидюка зробила Оксана Білозір, коли заспівала його пісню «Донечка». Оперативно був відзнятий відеофільм «І люблю, і сміюсь, і плачу», через рік записаний магнітоальбом «Сповідь душі».

## Нагороди та відзнаки
1995 року Миколі Свидюку було присвоєно звання заслуженого артиста України, 2001 року — він став народним артистом України.
Проживає в Одесі.

## Твори
Написав музику і виконує:
- Доню, моя донечко
- Смійся, скрипко
- Зоря на долоні
- Отаман Карпат
- Долі — дороги
- На всі літа
- Весна для тебе
- Український пересмішник
- Батькові крила
- Сліди на снігу
- Знову літо